# فیل ایر
فیل ایر (به انگلیسی: Feel Air) یک شرکت هواپیمایی است که در تاریخ ۲۰۰۹ میلادی تأسیس شده است. دفتر مرکزی فیل ایر در بروم، نروژ واقع شده‌است و قطب این شرکت هواپیمایی در فرودگاه گاردرموئن اسلو قرار دارد و به ۴ مقصد، پرواز مستقیم انجام می‌دهد.